# Корнелије Гал
Гај Корнелије Гал (Gaius Cornelius Gallus; Forum Livii, данас Forlì, 70. п. н. е. - 26. п. н. е.) био је римски песник, оратор и политичар из доба прелаза републике у царство, познат као први римски гувернер Египта.
Гал је уживао велики углед код својих савременика као што су Вергилије и Овидије, и то пре свега по елегијама које је писао у спомен своје преминуле љубавнице по имену Ликорида. Ниједна од његових песама није сачувана, осим у фрагментима.
Гал је био присталица Октавијана, који га је 30. п. н. е. именовао за гувернера Египта. За време своје управе угушио је побуну у Теби, коју је обележио споменицима. Галов начин владања Египтом се, међутим, није свидео Октавијану, који га је сменио. Гал је убрзо након тога осрамоћен починио самоубиство.